# Ataksit
Ataksit je vrsta kovinskega meteorita. 

Sestavljeni so v glavnem iz zlitine, ki jo imenujemo taenit (zlitina niklja in železa). Včasih vsebujejo tudi plezit, troilit in mikroskopske ploščice kamacita. Nimajo vidnih  Widmanstättenovih vzorcev. Jedkanje ne daje nikakršne strukture. Od tod imajo tudi ime, ki pomeni v grščini brez strukture.
Ataksiti so z nikljem najbolj bogati meteoriti (vsebujejo tudi do 18%  niklja).
So zelo redki. Med 50 opazovanimi padci kovinskih meteoritov ni niti enega ataksita. Vsi znani ataksiti so bili najdeni, pri tem pa nihče ni opazoval padca. Največji najdeni meteorit te vrste je meteorit Hoba.

## Razdelitev ataksitov po kemični sestavi
Po kemični sestavi razdelimo ataksite na dve skupini: 
- IIF železovi meteoriti
- IVB železovi meteoriti